# Portrait de Beatrice Hastings devant une porte
Pour les articles homonymes, voir Portrait de Beatrice Hastings.
Portrait de Beatrice Hastings devant une porte est une peinture à l'huile sur toile de 81 × 54 cm réalisée en 1915 par le peintre italien Amedeo Modigliani . 
L'œuvre se trouve à New York et fait partie d'une collection privée. 
Il s'agit d'un portrait de l'écrivaine Beatrice Hastings, avec qui Modigliani entretient une relation amoureuse. 